# 김지운 (2002년)
김지운(한국 한자: 金持云, 2002년 1월 31일 ~ )은 대한민국의 축구 선수로, 포지션은 스트라이커이다. 현재 K리그2 충북 청주 FC 소속이다.